# Baleariska sjön

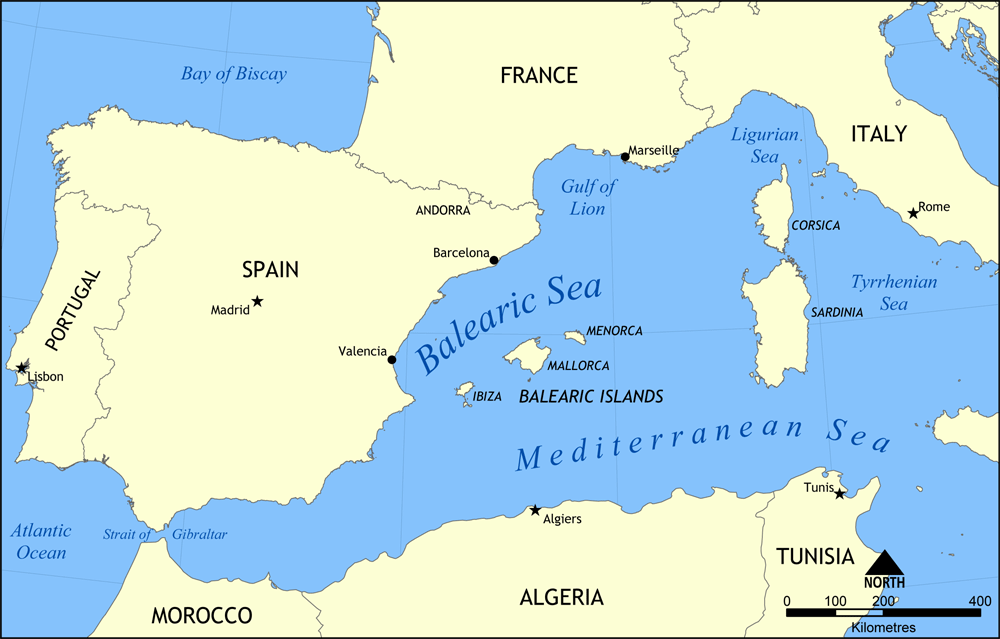
Karta över Baleariska sjön.

Baleariska sjön, Baleariska havet, är den del av Medelhavet som ligger runt Balearerna. I inskränkt mening utgörs den av havet mellan ögruppen och det spanska fastlandet (ibland benämnd Katalanska havet; katalanska: mar Catalana), medan havsområdet mellan Balearna och Sardinien då benämns Sardiska havet.

## Utsträckning

### Västra delen
I inskränkt mening löper gränsen för Baleariska sjön (den västra delen) mellan Cabo de la Nao, Formentera, Ibiza, Mallorca, Menorca och Costa Brava. Innanför öarna finns då den djupa Valenciasänkan i norr och Valenciabäckenet i söder. Havet öster om Valencia benämns ibland Levantebukten.
Ett smalt sund förbinder Valenciabäckenet med det vidsträckta Algeriska bäckenet söder därom. En djup havsförbindelse går även mellan Mallorca och Ibiza.
Den djupaste delen av denna del av Medelhavet finns i Valenciabäckenet, med 1 314 meters djup.
Den största floden som rinner ut i Baleariska sjön är Ebro.

### Östra delen
Öster om Balearna utbreder sig Sardiska havet. Det sträcker sig i öster fram till Sardinien.

### Alternativ utsträckning
Ibland beskrivs hela det mediterrana havsområdet väster om Toulon, Korsika och Sardinien som Baleariska havet. Detta hav fick sitt namn på antik romersk tid, ibland som Hesperiska havet. Denna havsyta inkluderar då även Lejonbukten (Golfe du Lion), Algeriska bäckenet och Alboránsjön.